# Biscoto (journal)
Pour les articles homonymes, voir Biscoto.
Biscoto est une maison d'édition indépendante et associative et un journal mensuel de bande dessinée pour enfants, basé à Angoulême. Lancé en janvier 2013, le journal Biscoto reçoit quatre ans plus tard le prix de la bande dessinée alternative lors du festival d'Angoulême 2017.

## Historique
Le premier numéro de Biscoto parait en janvier 2013. Biscoto est créé par Julie Staebler et Suzanne Arhex,,,. Depuis janvier 2016, les rédactrices en cheffe sont Catherine et Julie Staebler.
Biscoto est un journal format tabloïd, imprimé sur papier journal : « comme [un journal] pour les grands, en plus marrant ». Biscoto ne contient aucune publicité,.
On y trouve un feuilleton, des bandes dessinées, des blagues, des jeux, des documentaires, des activités, en lien avec le thème du mois,.
L'équipe est attentive aux principes antisexistes et antiracistes,. En outre, les personnages qui apparaissent dans le journal ne sont pas hyper-sexualisés et ne recouvrent pas des rôles stéréotypés.
Depuis 2017, les éditions Biscoto publient régulièrement des livres illustrés et des bandes dessinées. Le meilleurissime repaire de la Terre d'Oriane Lassus, figure dans la sélection jeunesse du Festival international de la bande dessinée d'Angoulême en 2018, une exposition lui était également consacrée.

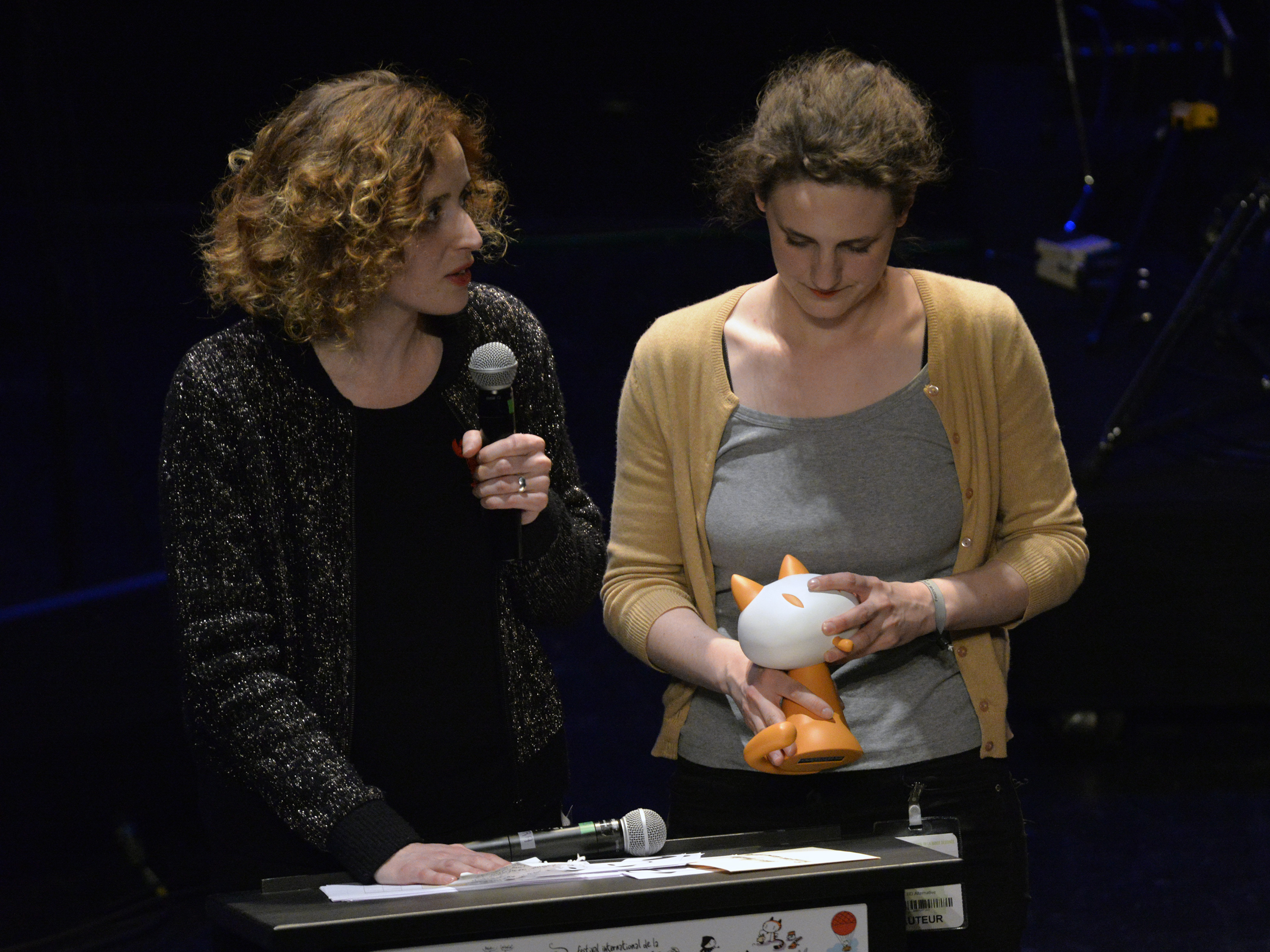
Julie Staebler et Catherine Staebler lors de la remise du Fauve de la bande dessinée alternative en janvier 2018.

En janvier 2017, Biscoto reçoit le prix de la bande dessinée alternative du festival d'Angoulême 2017.
En septembre 2018, Biscoto change de formule et passe de 16 à 20 pages. En septembre 2021, Biscoto augmente une nouvelle fois sa pagination et passe à 24 pages.

## Autrices et auteurs publiés (livres)
• Laurie Agusti
• Marine Blandin
• Guillaume Chauchat
• Émilie Clarke
• Élisabeth Corblin
• Cléry Dubourg
• Tanja Esch
• Alexandre Géraudie
• Émilie Gleason
• Oriane Lassus
• Charlotte Lemaire
• Léo Louis-Honoré
• Yoon-Sun Park
• Sonia Paoloni
• Charlotte Pollet
• Benoît Preteseille
• Éloïse Rey
• Catherine Staebler
• Élodie Shanta